# 宮川正
宮川 正（みやがわ ただし、1959年（昭和34年）9月- ）は、長野県出身の元航空自衛官。第8代情報本部長。

## 略歴
- 1982年（昭和57年）
  - 3月：日本大学法学部卒業
  - 4月：一般幹部候補生（U幹部）として空自入隊（防衛大学校26期相当）
- 1983年（昭和58年）3月：3等空尉任官
- 1996年（平成08年）7月：2等空佐
- 1999年（平成11年）6月：1等空佐、在アメリカ合衆国日本国大使館防衛駐在官
- 2002年（平成14年）7月1日：航空幕僚監部防衛課
- 2003年（平成15年）3月27日：航空幕僚監部装備体系課装備体系第1班長
- 2004年（平成16年）8月1日：第2航空団飛行群司令
- 2005年（平成17年）8月1日：統合幕僚会議事務局第3幕僚室企画官兼運用第1班長兼防衛庁運用局運用課勤務
- 2006年（平成18年）3月27日：統合幕僚監部運用部運用第1課長兼防衛庁運用局運用課勤務
- 2007年（平成19年）7月3日：空将補に昇任、航空幕僚監部防衛部勤務（次期戦闘機企画室長）
- 2008年（平成21年）8月1日：第83航空隊司令兼那覇基地司令
- 2010年（平成21年）12月24日：航空幕僚監部運用支援・情報部長
- 2012年（平成24年）1月31日：航空幕僚監部人事教育部長
- 2013年（平成25年）8月22日：空将に昇任（防大26期1選抜）、西部航空方面隊司令官
- 2014年（平成26年）8月5日：第8代 情報本部長
- 2017年（平成29年）12月20日：退官
- 2018年（平成30年）
  - 4月 : 三井住友海上火災保険顧問
  - 7月20日 : 内閣情報調査室内閣衛星情報センター所長
- 2022年 (令和4年)
  - 4月1日 : 退職[1]
  - 6月：三菱電機外部コンサルタント[2]

## 栄典
- レジオン・オブ・メリット・オフィサー - 2002年（平成14年）9月30日